# Requisitos de visado para ciudadanos argentinos

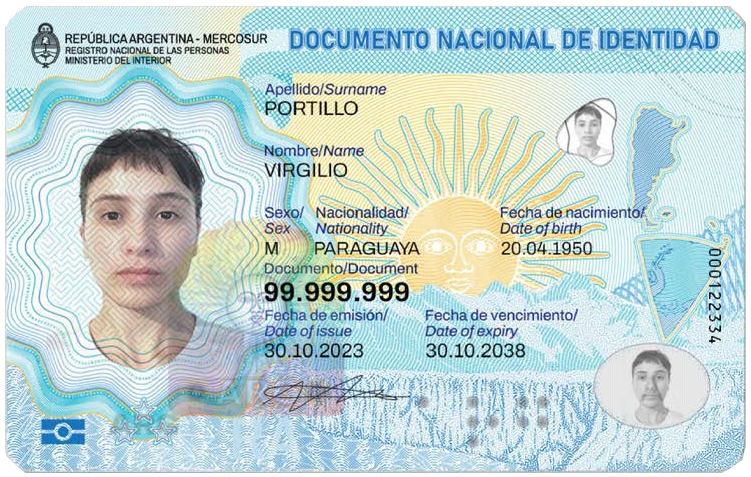
El DNI Argentino puede usarse para viajar a la mayoría de países Sudamericanos.

Los requisitos de visado para ciudadanos argentinos son restricciones administrativas de entrada impuestas por las autoridades de otros estados a los ciudadanos de Argentina.
A principio de 2025, los ciudadanos argentinos tenían acceso sin visa o visa a la llegada a 172 países y territorios, según el Henley Passport Index. Para viajes dentro de Sudamérica (excepto Guyana, Surinam y dependencias europeas), los argentinos no necesitan utilizar pasaporte, ya que pueden utilizar su Documento Nacional de Identidad (DNI).

## Mapa de requisitos de visado

Requisitos de visa para titulares de pasaporte argentino
Argentina
Viaje sólo con DNI
No se requiere visado / eTA
Visado disponible tanto a la llegada como en línea
Visado a la llegada
Visado electrónico
Se requiere visado previo a la llegada

## Requisitos de visado
Argentina es miembro pleno del Mercosur. Como tal, sus ciudadanos disfrutan de acceso ilimitado a cualquiera de los demás miembros plenos (Brasil, Paraguay, Uruguay) y asociados (Bolivia, Chile, Perú, Colombia, Ecuador) con derecho a residencia y trabajo, sin más requisito que su nacionalidad. Los ciudadanos de estos países podrán solicitar la concesión de "residencia temporal" a otro Estado miembro por hasta dos años. Luego, podrán solicitar la "residencia permanente" previo a que expire el plazo de su "residencia temporal".
| País                            | Requisito de visado                         | Estancia permitida | Notas (se excluyen las tasas de salida) | Recipriocidad |
| ------------------------------- | ------------------------------------------- | ------------------ | --- | ------------- |
| Afganistán                      | Se requiere visado                          |                    | | Sí            |
| Albania                         | No se requiere visado                       | 90 días            | | No            |
| Argelia                         | Se requiere visado                          |                    | | Sí            |
| Andorra                         | No se requiere visado                       |                    | | Sí            |
| Angola                          | No se requiere visado                       | 30 días            | | No            |
| Antigua y Barbuda               | No se requiere visado                       | 1 mes              | | No            |
| Armenia                         | No se requiere visado                       | 180 días           | | Sí            |
| Australia                       | Se requiere visado en línea                 |                    | - Se puede presentar su solicitud en línea (Online Visitor e600 visa). |               |
| Austria                         | No se requiere visado                       | 90 días            | - 90 días dentro de cualquier período de 180 días en el Espacio Schengen | Sí            |
| Azerabaiyán                     | Visado electrónico                          | 30 días            | | No            |
| Bahamas                         | No se requiere visado                       | 3 meses            | | No            |
| Baréin                          | Visado electrónico / Visado a la llegada    | 14 días            | - Visado también adquirible en línea. | No            |
| Bangladés                       | Visado a la llegada                         | 30 días            | - No disponible en todos los puntos de entrada. | No            |
| Barbados                        | No se requiere visado                       | 6 meses            | | Sí            |
| Bielorrusia                     | No se requiere visado                       | 90 días            | - 90 días dentro de cualquier periodo de año | Sí            |
| Bélgica                         | No se requiere visado                       | 90 días            | - 90 días dentro de cualquier período de 180 días en el Espacio Schengen | Sí            |
| Belice                          | No se requiere visado                       | 90 días            | | No            |
| Benín                           | Visado electrónico                          | 30 días            | - Deben tener certificado de vacunación internacional. | No            |
| Bután                           | Visado electrónico                          |                    | | Sí            |
| Bolivia                         | Libertad de movimiento                      |                    | - DNI Argentino Aceptado - Los ciudadanos argentinos pueden vivir y trabajar legalmente en Bolivia bajo el acuerdo de inmigración del Mercosur (y miembros asociados) sin ningún requisito más que ser ciudadano por nacimiento y pasar una verificación de antecedentes. | √             |
| Bosnia y Herzegovina            | No se requiere visado                       | 90 días            | - 90 días within any 6-mes period | No            |
| Bostsuana                       | No se requiere visado                       | 90 días            | - 90 días por año | No            |
| Brasil                          | Libertad de movimiento                      |                    | - DNI Argentino Aceptado - Los ciudadanos argentinos pueden vivir y trabajar legalmente en Brasil bajo el acuerdo migratorio del Mercosur (y Miembros Asociados) sin otro requisito que ser ciudadano por nacimiento o ciudadano naturalizado, por más de 5 años y pasar una verificación de antecedentes. - Los argentinos pueden solicitar la condición de residente permanente legal en Brasil en cualquier momento. | √             |
| Brunéi                          | Se requiere visado                          |                    | | Sí            |
| Bulgaria                        | No se requiere visado                       | 90 días            | - 90 días dentro de cualquier período de 180 días | Sí            |
| Burkina Faso                    | Visado electrónico / Visado a la llegada    | 1 mes              | | No            |
| Burundi                         | Visado a la llegada                         | 1 mes              | | No            |
| Camboya                         | Visado electrónico / Visado a la llegada    | 30 días            | - Visado también adquirible en línea. | No            |
| Camerún                         | Visado electrónico                          |                    | | Sí            |
| Canadá                          | Se requiere visado                          |                    | Los ciudadanos argentinos que hayan tenido una visa canadiense en los últimos 10 años o que tengan una visa estadounidense de no inmigrante válida pueden ingresar a Canadá, únicamente con una eTA cuando lleguen por vía aérea. | No            |
| Cabo Verde                      | Visado a la llegada                         |                    | - No disponible en todos los puntos de entrada. | No            |
| República centro-africana       | Se requiere visado                          |                    | | Sí            |
| Chad                            | Se requiere visado                          |                    | | Sí            |
| Chile                           | Libertad de movimiento                      |                    | - DNI Argentino Aceptado - Los ciudadanos argentinos pueden vivir y trabajar legalmente en Chile bajo el acuerdo de inmigración del Mercosur (y miembros asociados) sin ningún requisito más que ser ciudadano por nacimiento y pasar una verificación de antecedentes. | √             |
| China                           | No se requiere visado                       | 30 días            | | No            |
| Colombia                        | Libertad de movimiento                      |                    | - DNI Argentino Aceptado - Los ciudadanos argentinos pueden vivir y trabajar legalmente en Colombia bajo el acuerdo de inmigración del Mercosur (y miembros asociados) sin ningún requisito más que ser ciudadano por nacimiento y pasar una verificación de antecedentes. | √             |
| Comoras                         | Visado a la llegada                         |                    | | No            |
| República del Congo             | Se requiere visado                          |                    | | Sí            |
| República Democrática del Congo | Visado electrónico                          | 7 días             | | Sí            |
| Costa Rica                      | No se requiere visado                       | 90 días            | | Sí            |
| Costa de Marfil                 | Visado electrónico                          | 3 meses            | - Visado electrónico los portadores deben arribar por el Aeropuerto Port Bouet. | No            |
| Croaciaosta Rica                | No se requiere visado                       | 90 días            | - 90 días dentro de cualquier período de 180 días en el Espacio Schengen | Sí            |
| Cuba                            | Tarjeta turística requerida                 | 90 días            | - Puede ampliarse hasta 90 días con cargo. | Sí            |
| Chipre                          | No se requiere visado                       | 90 días            | - 90 días dentro de cualquier período de 180 días | Sí            |
| República Checa                 | No se requiere visado                       | 90 días            | - 90 días dentro de cualquier período de 180 días en el Espacio Schengen | Sí            |
| Dinamarca                       | No se requiere visado                       | 90 días            | - 90 días dentro de cualquier período de 180 días en el Espacio Schengen | Sí            |
| Yibuti                          | Visado electrónico                          | 31 días            | | No            |
| Dominica                        | No se requiere visado                       | 6 meses            | | Sí            |
| República Dominicana            | No se requiere visado                       | 90 días            | | No            |
| Ecuador                         | Libertad de movimiento                      |                    | - DNI Argentino Aceptado - Los ciudadanos argentinos pueden vivir y trabajar legalmente en Ecuador bajo el acuerdo de inmigración del Mercosur (y miembros asociados) sin ningún requisito más que ser ciudadano por nacimiento y pasar una verificación de antecedentes. | √             |
| Egipto                          | Visado electrónico / Visado a la llegada    | 30 días            | | No            |
| El Salvador                     | No se requiere visado                       | 3 meses            | | Sí            |
| Guinea Ecuatorial               | Visado electrónico                          |                    | | Sí            |
| Eritrea                         | Se requiere visado                          |                    | | Sí            |
| Estonia                         | No se requiere visado                       | 90 días            | - 90 días dentro de cualquier período de 180 días en el Espacio Schengen | Sí            |
| Esuatini                        | No se requiere visado                       | 30 días            | | No            |
| Etiopía                         | Visado electrónico / Visado a la llegada    | up to 90 días      | | No            |
| Fiyi                            | No se requiere visado                       | 4 meses            | | Sí            |
| Finlandia                       | No se requiere visado                       | 90 días            | - 90 días dentro de cualquier período de 180 días en el Espacio Schengen | Sí            |
| Francia                         | No se requiere visado                       | 90 días            | - 90 días dentro de cualquier período de 180 días en el Espacio Schengen | Sí            |
| Gabón                           | Visado electrónico                          | 90 días            | - Los titulares de visas electrónicas deben llegar a través del Aeropuerto Internacional de Libreville. | No            |
| Gambia                          | Se requiere visado                          |                    | - Se debe obtener una autorización de entrada de Inmigración de Gambia antes de viajar. | No            |
| Georgia                         | No se requiere visado                       | 1 year             | | Sí            |
| Alemania                        | No se requiere visado                       | 90 días            | - 90 días dentro de cualquier período de 180 días en el Espacio Schengen | Sí            |
| Gana                            | Se requiere visado                          |                    | | Sí            |
| Grecia                          | No se requiere visado                       | 90 días            | - 90 días dentro de cualquier período de 180 días en el Espacio Schengen | Sí            |
| Granada                         | No se requiere visado                       | 30 días            | - A partir del 1 de diciembre de 2020, todos los viajeros a Granada deberán completar una solicitud en línea para recibir un Certificado de autorización de viaje Pure Safe para ingresar al país.. | Sí            |
| Guatemala                       | No se requiere visado                       | 90 días            | | Sí            |
| Guinea                          | Visado electrónico                          | 90 días            | | Sí            |
| Guinea-Bisáu                    | Visado a la llegada                         |                    | | No            |
| Guyana                          | No se requiere visado                       | 90 días            | | Sí            |
| Haití                           | No se requiere visado                       | 3 meses            | | No            |
| Honduras                        | No se requiere visado                       | 3 meses            | | Sí            |
| Hungría                         | No se requiere visado                       | 90 días            | - 90 días dentro de cualquier período de 180 días en el Espacio Schengen | Sí            |
| Islandia                        | No se requiere visado                       | 90 días            | - 90 días dentro de cualquier período de 180 días en el Espacio Schengen | Sí            |
| India                           | Visado electrónico                          | 60 días            | | No            |
| Indonesia                       | e-VOA / Visado a la llegada                 | 30 días            | | No            |
| Irán                            | Visado electrónico                          | 30 días            | - Pasajeros que ya hayan realizado una solicitud, al menos dos días antes de su llegada, en el sitio web de Visa Electrónica del Ministerio de Asuntos Exteriores de Irán y presentar el notificación de presentación en el mostrador de visas del aeropuerto podrá obtener un Visado a la llegada. | No            |
| Irak                            | Se requiere visado                          |                    | | Sí            |
| Irlanda                         | No se requiere visado                       | 90 días            | | Sí            |
| Israel                          | No se requiere visado                       | 3 meses            | | Sí            |
| Italia                          | No se requiere visado                       | 90 días            | - 90 días dentro de cualquier período de 180 días en el Espacio Schengen | Sí            |
| Jamaica                         | No se requiere visado                       | 30 días            | | Sí            |
| Japón                           | No se requiere visado                       | 90 días            | | Sí            |
| Jordania                        | Visado electrónico / Visado a la llegada    |                    | - La visa se puede obtener a la llegada, costará un total de 40 JOD y se puede obtener en la mayoría de los puertos de entrada internacionales y cruces fronterizos terrestres. (excepto Rey Hussein/Puente Allenby) | No            |
| Kazajistán                      | No se requiere visado                       | 30 días            | - 30 días dentro de cualquier periodo de año | Sí            |
| Kenia                           | Visado electrónico                          | 3 meses            | | No            |
| Kiribari                        | No se requiere visado                       | 90 días            | - 90 días dentro de cualquier período de 12 meses. | Sí            |
| Corea del Norte                 | Se requiere visado                          |                    | | Sí            |
| Corea del Sur                   | K-ETA                                       | 90 días            | - El período de validez de una K-ETA es de 2 años a partir de la fecha de aprobación. | Sí            |
| Kuwait                          | Se requiere visado                          |                    | | Sí            |
| Kirguistán                      | No se requiere visado                       | 60 días            | | No            |
| Laos                            | Visado electrónico / Visado a la llegada    | 30 días            | | No            |
| Letonia                         | No se requiere visado                       | 90 días            | - 90 días dentro de cualquier período de 180 días en el Espacio Schengen | Sí            |
| Líbano                          | Visado a la llegada                         | 1 mes              | - Prorrogable por 2 meses adicionales - Se concede Sí de forma gratuita en el Aeropuerto Internacional de Beirut o en cualquier otro puerto de entrada si no hay visa o sello israelí, un número de teléfono, una dirección en el Líbano y un billete de regreso no reembolsable del viaje circular. | No            |
| Lesoto                          | Visado electrónico                          |                    | | No            |
| Liberia                         | Se requiere visado                          |                    | | Sí            |
| Libia                           | Se requiere visado                          |                    | | Sí            |
| Lietchtenstein                  | No se requiere visado                       | 90 días            | - 90 días dentro de cualquier período de 180 días en el Espacio Schengen | Sí            |
| Lituania                        | No se requiere visado                       | 90 días            | - 90 días dentro de cualquier período de 180 días en el Espacio Schengen | Sí            |
| Luxemburgo                      | No se requiere visado                       | 90 días            | - 90 días dentro de cualquier período de 180 días en el Espacio Schengen | Sí            |
| Madagascar                      | Visado electrónico / Visado a la llegada    | 90 días            | | No            |
| Malaui                          | Visado electrónico / Visado a la llegada    | 30 días            | - Puede extenderse por un total de 90 días. | No            |
| Malasia                         | No se requiere visado                       | 3 meses            | | Sí            |
| Maldivas                        | Sí Visado a la llegada                      | 30 días            | | No            |
| Malí                            | Se requiere visado                          |                    | | Sí            |
| Malta                           | No se requiere visado                       | 90 días            | - 90 días dentro de cualquier período de 180 días en el Espacio Schengen | Sí            |
| Islas Marshal                   | Visado a la llegada                         | 90 días            | | No            |
| Mauritania                      | Visado a la llegada                         |                    | - Disponible en el aeropuerto internacional de Nuakchot-Oumtounsy. | No            |
| Mauricio                        | No se requiere visado                       | 90 días            | | No            |
| México                          | No se requiere visado                       | 180 días           | | Sí            |
| Micronesia                      | No se requiere visado                       | 30 días            | | No            |
| Moldavia                        | No se requiere visado                       | 90 días            | - 90 días within any 180 day period | No            |
| Mónaco                          | No se requiere visado                       |                    | | Sí            |
| Mongolia                        | No se requiere visado                       | 90 días            | | Sí            |
| Montenengro                     | No se requiere visado                       | 90 días            | - 90 días dentro de cualquier período de 180 días | Sí            |
| Marruecos                       | No se requiere visado                       | 3 meses            | | No            |
| Monzambique                     | Visado electrónico / Visado a la llegada    | 30 días            | - Se aplican condiciones | No            |
| Birmania                        | Visado electrónico                          | 28 días            | - Visado electrónico los titulares deben llegar a través de los aeropuertos de Yangon, Nay Pyi Taw o Mandalay o a través de los cruces fronterizos terrestres con Tailandia (Tachileik, Myawaddy y Kawthaung) o la India (Rih Khaw Dar y Tamu). - El visado electrónico está disponible sólo para turismo. | No            |
| Namibia                         | Se requiere visado                          |                    | | Sí            |
| Naurú                           | Se requiere visado                          |                    | | Sí            |
| Nepal                           | Visado electrónico / Visado a la llegada    | 90 días            | | No            |
| Países Bajos                    | No se requiere visado                       | 90 días            | - 90 días dentro de cualquier período de 180 días en el Espacio Schengen | Sí            |
| Nueva Zelanda                   | Electronic Travel Authority                 | 3 meses            | - El impuesto de turismo y conservación de visitantes internacionales debe pagarse al solicitar una autorización de viaje electrónica. - A los titulares de una visa de residente permanente australiana o una visa de residente de regreso se les puede otorgar un visado de residente de Nueva Zelanda a la llegada que permite una estadía indefinida (de conformidad con el Trans-Tasman Travel Arrangement), sujeto a cumplir con los requisitos de carácter y obtener una visa electrónica de viaje. Autoridad antes de la salida. Dichos viajeros no están obligados a pagar el Impuesto de Turismo y Conservación de Visitantes Internacionales. | Sí            |
| Nicaragua                       | No se requiere visado                       | 90 días            | | Sí            |
| Níger                           | Se requiere visado                          |                    | | Sí            |
| Nigeria                         | Visado electrónico                          | 90 días            | | Sí            |
| Macedonia del Norte             | No se requiere visado                       | 90 días            | | Sí            |
| Noruega                         | No se requiere visado                       | 90 días            | - 90 días dentro de cualquier período de 180 días en el Espacio Schengen | Sí            |
| Omán                            | No se requiere visado / Visado electrónico  | 14 días / 30 días  | | No            |
| Pakistán                        | ETA / Online Visa                           | 30 días / 3 meses  | - Autorización Electrónica de Viaje para obtener un Visado a la llegada con fines turísticos. - Autorización Electrónica de Viaje para obtener un Visado a la llegada con fines comerciales. - Elegible para un visado en línea. | No            |
| Palaos                          | Visado a la llegada                         | 30 días            | | No            |
| Panamá                          | No se requiere visado                       | 180 días           | | Sí            |
| Papúa Nueva Guinea              | Visado electrónico / Sí Visado a la llegada | 60 días            | - El visado a la llegada est. - Disponible en el Aeropuerto de Gurney (Alotau), Aeropuerto de Mount Hagen, Aeropuerto de Port Moresby y Aeropuerto de Tokua (Rabaul).[cita requerida] | No            |
| Paraguay                        | Libertad de movimiento                      |                    | - DNI Argentino Aceptado - Los ciudadanos argentinos pueden vivir y trabajar legalmente enParaguay bajo el acuerdo de inmigración del Mercosur (y miembros asociados) sin ningún requisito más que ser ciudadano por nacimiento y pasar una verificación de antecedentes. | √             |
| Perú                            | Libertad de movimiento                      |                    | - DNI Argentino Aceptado - Los ciudadanos argentinos pueden vivir y trabajar legalmente en Perú bajo el acuerdo de inmigración del Mercosur (y miembros asociados) sin ningún requisito más que ser ciudadano por nacimiento y pasar una verificación de antecedentes. | √             |
| Filipinas                       | No se requiere visado                       | 30 días            | | No            |
| Polonia                         | No se requiere visado                       | 90 días            | - 90 días dentro de cualquier período de 180 días en el Espacio Schengen | Sí            |
| Portugal                        | No se requiere visado                       | 90 días            | - 90 días dentro de cualquier período de 180 días en el Espacio Schengen | Sí            |
| Catar                           | No se requiere visado                       | 90 días            | | Sí            |
| Rumania                         | No se requiere visado                       | 90 días            | - 90 días dentro de cualquier período de 180 días | Sí            |
| Rusia                           | No se requiere visado                       | 90 días            | - 90 días dentro de cualquier período de 180 días | Sí            |
| Ruanda                          | Visado electrónico / Visado a la llegada    | 30 días            | | No            |
| San Cristóbal y Nieves          | No se requiere visado                       | 3 meses            | | Sí            |
| Santa Lucía                     | No se requiere visado                       | 6 weeks            | | Sí            |
| San Vicente y las Granadinas    | No se requiere visado                       | 1 mes              | | Sí            |
| Samoa                           | Sí Entry Permit on arrival                  | 60 días            | | No            |
| San Marino                      | No se requiere visado                       |                    | | Sí            |
| Santo Tomé y Príncipe           | Visado electrónico                          |                    | | No            |
| Arabia Saudita                  | Se requiere visado                          |                    | | Sí            |
| Senegal                         | Visado a la llegada                         | 90 días            | | No            |
| Serbia                          | No se requiere visado                       | 90 días            | - 90 días dentro de cualquier período de 180 días | Sí            |
| Seychelles                      | Permiso de visitante a la llegada           | 3 meses            | | No            |
| Sierra Leona                    | Visado electrónico                          | 3 meses            | | Sí            |
| Singapur                        | No se requiere visado                       | 30 días            | | Sí            |
| Eslovaquia                      | No se requiere visado                       | 90 días            | - 90 días dentro de cualquier período de 180 días en el Espacio Schengen | Sí            |
| Eslovenia                       | No se requiere visado                       | 90 días            | - 90 días dentro de cualquier período de 180 días en el Espacio Schengen | Sí            |
| Islas Salomón                   | Permiso de visitante a la llegada           | 3 meses            | | No            |
| Somalía                         | Visado a la llegada                         | 30 días            | | No            |
| Sudáfrica                       | No se requiere visado                       | 90 días            | | Sí            |
| Sudán del Sur                   | Visado electrónico                          |                    | - Obtenible en línea - La autorización de visa impresa debe presentarse en el momento del viaje. | No            |
| España                          | No se requiere visado                       | 90 días            | - 90 días dentro de cualquier período de 180 días en el Espacio Schengen | Sí            |
| Sri Lanka                       | ETA / Visado a la llegada                   | 30 días            | - La autorización de viaje electrónica también se puede obtener a la llegada. - 30 días ampliable a 6 meses. | No            |
| Sudán                           | Se requiere visado                          |                    | | Sí            |
| Surinám                         | No se requiere visado                       | 90 días            | | Sí            |
| Suecia                          | No se requiere visado                       | 90 días            | - 90 días dentro de cualquier período de 180 días en el Espacio Schengen | Sí            |
| Suiza                           | No se requiere visado                       | 90 días            | - 90 días dentro de cualquier período de 180 días en el Espacio Schengen | Sí            |
| Siria                           | Se requiere visado                          |                    | | Sí            |
| Tayikistán                      | No se requiere visado / Visado electrónico  | 30 días / 45 días  | - Visado también disponible en línea. - Los titulares de visados electrónicas pueden ingresar por todos los puntos fronterizos. | No            |
| Tanzania                        | Visado electrónico / Visado a la llegada    | 3 meses            | | No            |
| Tailandia                       | No se requiere visado                       | 3 meses            | | Sí            |
| Timor oriental                  | Visado a la llegada                         | 30 días            | - No disponible en todos los puntos de entrada. | No            |
| Togo                            | Visado electrónico                          | 15 días            | | No            |
| Tonga                           | Se requiere visado                          |                    | | Sí            |
| Trinidad y Tobago               | No se requiere visado                       | 90 días            | | Sí            |
| Túnez                           | No se requiere visado                       | 90 días            | | No            |
| Turquía                         | No se requiere visado                       | 3 meses            | | Sí            |
| Turkmenistán                    | Se requiere visado                          |                    | | Sí            |
| Tuvalu                          | Visado a la llegada                         | 1 mes              | | No            |
| Uganda                          | Visado electrónico                          | 3 meses            | - Determinado en el puerto de entrada. - Pueden aplicar en línea. | No            |
| Ucrania                         | No se requiere visado                       | 90 días            | - 90 días dentro de cualquier período de 180 días | Sí            |
| Emiratos Árabes Unidos          | No se requiere visado                       | 90 días            | | Sí            |
| Reino Unido                     | No se requiere visado                       | 6 meses            | | Sí            |
| Estados Unidos                  | Se requiere visado                          |                    | | No            |
| Uruguay                         | Libertad de movimiento                      | 3 meses            | - DNI Argentino Aceptado - Los ciudadanos argentinos pueden vivir y trabajar legalmente en Uruguay bajo el acuerdo de inmigración del Mercosur (y miembros asociados) sin ningún requisito más que ser ciudadano por nacimiento y pasar una verificación de antecedentes. | √             |
| Uzbekistán                      | No se requiere visado                       | 30 días            | | No            |
| Vanuatu                         | No se requiere visado                       | 30 días            | | No            |
| Ciudad del Vaticano             | No se requiere visado                       |                    | | Sí            |
| Venezuela                       | No se requiere visado                       | 90 días            | - DNI Argentino Aceptado | Sí            |
| Vietnam                         | Visado electrónico                          | 30 días            | | No            |
| Yemen                           | Se requiere visado                          |                    | | Sí            |
| Zambia                          | Visado electrónico / Visado a la llegada    | 90 días            | - También son elegibles para una visa universal que permite el acceso a Zimbabue. | No            |
| Zimbabue                        | Visado electrónico / Visado a la llegada    | 90 días            | - También son elegibles para una visa universal que permite el acceso a Zambia. | No            |